# Michel Nguyễn Khắc Ngữ
Michel Nguyễn Khắc Ngữ (ur. 2 lutego 1909 w Vân Đồn, zm. 10 czerwca 2009) – wietnamski duchowny katolicki, biskup.
Święcenia kapłańskie otrzymał 29 czerwca 1934. W listopadzie 1960 został mianowany biskupem Long Xuyên (prowincja An Giang), sakry biskupiej udzielił mu 22 stycznia 1961 arcybiskup Huế Pierre Martin Ngô Đình Thục, znany później z działalności w ruchu sedewakantystycznym (poza Kościołem katolickim wyświęcił na biskupa Clemente Domíngueza y Gómeza, samozwańczego papieża Grzegorza XVII). Biskup Nguyễn Khắc Ngữ pełnił posługę duszpasterską w diecezji do grudnia 1997, od 1975 wspierany przez koadiutora Jean-Baptiste Bùi Tuầna. Udzielił święceń biskupich swojemu koadiutorowi 15 kwietnia 1975.
W 2006 był jednym z najstarszych żyjących biskupów Kościoła katolickiego. Seniorem w tym gronie pozostaje inny biskup wietnamski, Antoine Nguyễn Văn Thiện.